# Rabil (Cabo Verde)
Rabil es una villa caboverdiana del municipio de Boa Vista.

## Geografía
La villa está situada en la isla de Boa Vista, al este del Aeropuerto Internacional Aristides Pereira.

## Historia
Cerca de la villa se encuentra la Ribera de Agua que se desbordó en septiembre de 2012 llevándose por delante el puente que servía de comunicación a la ciudad de Sal Rei con el resto de la isla.

## Organización territorial
La villa abarca los lugares y barrios de:
- Boaventura
- Cabeçada
- Praia de Chaves
- Rabil
- Riba Rocha